# Tachina vallata
Tachina vallata är en tvåvingeart som först beskrevs av Johann Wilhelm Meigen 1838.  Tachina vallata ingår i släktet Tachina och familjen parasitflugor. Inga underarter finns listade i Catalogue of Life.